# Golden Dike
Golden Nmaemeka Dike Egun (Málaga, 15 de mayo de 2001) es un jugador de baloncesto español que juega en las filas del Palmer Basket Mallorca de la Primera FEB. Con 2,08 metros de estatura, juega en la posición de pívot.

## Trayectoria

### Inicios
Es un jugador formado en la "Escuela Baloncesto Guindos" donde comenzaría a jugar al baloncesto a los 9 años, tras haber practicado fútbol en el C.D. Conejito de Málaga en los años previos. 
En la cantera del Unicaja Málaga estuvo hasta la categoría infantil y en 2015 firmó por la cantera del Real Madrid.
En 2016 llega a la cantera Real Madrid Baloncesto para jugar en el cadete y más tarde en categoría juvenil. Durante la temporada 2018-19, jugaría en su equipo junior y disputaría entrenamientos con el primer equipo a las órdenes de Pablo Laso.
En el año 2019 da el salto a la NCAA para jugar en la Universidad de Loyola Maryland, donde coincide con su compañero de selección Santiago Aldama Toledo
. Durante su primera temporada en la NCAA realiza buenas actuaciones.
En la Universidad de Loyola Maryland disputaría durante cinco temporadas la NCAA, en la que acumula 142 partidos con más de 22 minutos, casi siete puntos y algo más de seis rebotes de media por partido

### Profesional
El 6 de marzo de 2024, firma por el Hestia Menorca de la Liga LEB Oro.
El 1 de julio de 2025, firma por el Palmer Basket Mallorca de la Primera FEB.

### Selección nacional
En el año 2015 disputó el Europeo Sub-16 en Radom, Polonia y en 2019 el Europeo Sub-18 de Grecia donde consiguió la medalla de oro.